# Konrad Baumgarten

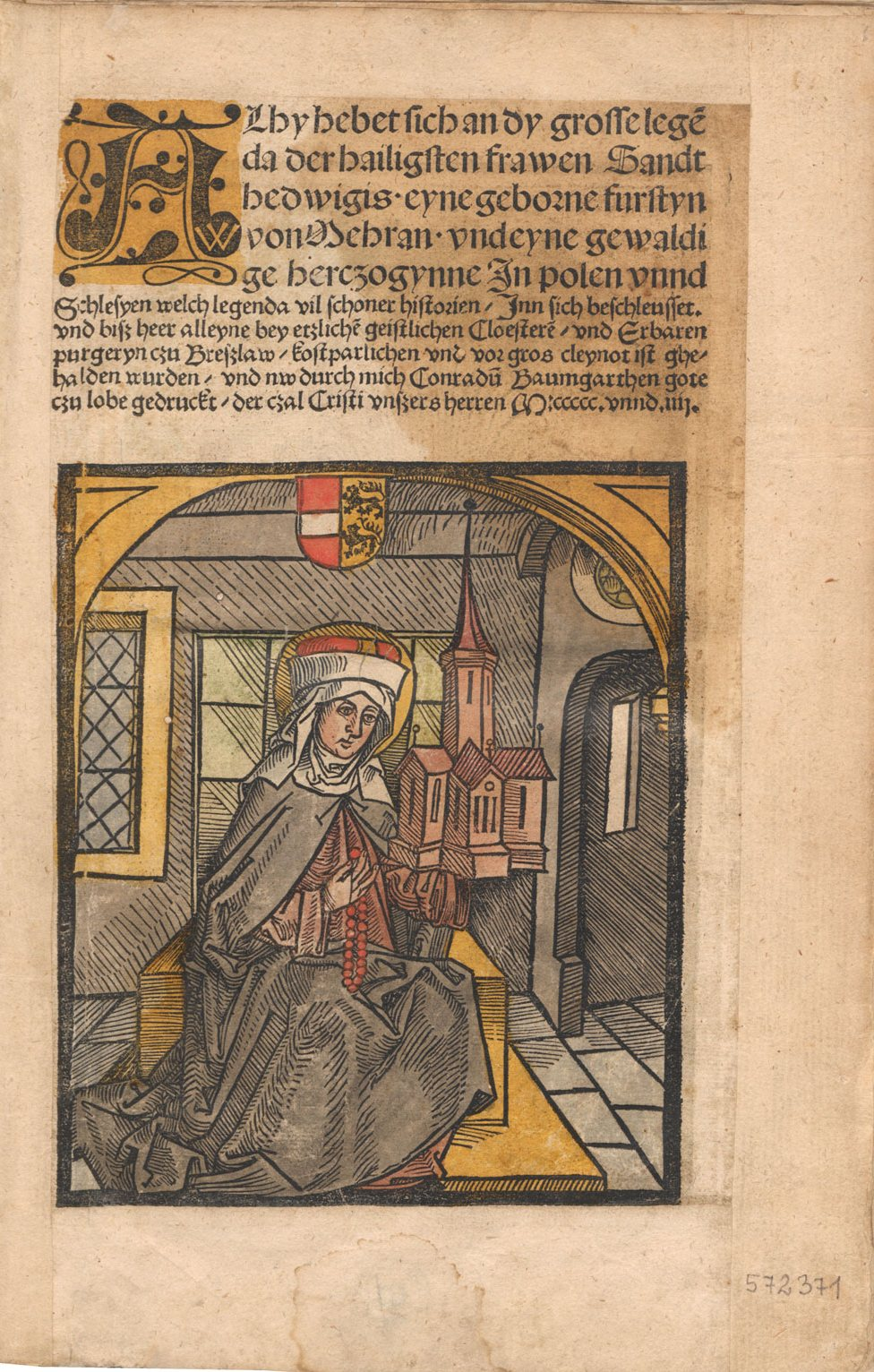
Karta z „Legendy o św. Jadwidze”. Biblioteka Uniwersytecka we Wrocławiu

Konrad Baumgarten (inne formy nazwiska: Baumgart, Baumgardt, Baumgartner; ur. ok. 1470 w Rotenburgu, zm. 1514) – pierwszy drukarz gdański, introligator.
Pochodził prawdopodobnie z południowych Niemiec, z Rothenburg ob der Tauber. Początkowo pracował w Lubece i Magdeburgu jako introligator.

## Okres gdański
W 1498 roku przybył do Gdańska, gdzie otworzył drukarnię, opartą na pracy z wykorzystaniem czcionek sprowadzonych z Magdeburga . Na podstawie zachowanej karty z próbnymi odbiciami fragmentów trzech różnych druków wiadomo, że nakładem drukarni wydano: list odpustowy duchaka Jana de Steynovia (1498), niemiecki modlitewnik (1498) i podręcznik do nauki języka łacińskiego Ars minor (Donatus minor) Aeliusa Donata. Jedynym, czwartym drukiem wydanym w gdańskiej oficynie, zachowanym w całości w dwóch wariantach był podręcznik sprawowania sakramentów, Agenda sive exsequiale divinorum sacramentorum (10 czerwca 1499), opracowany przez wileńskiego kanonika Marcina z Radomia, a wydany dla diecezji wileńskiej.
Około 1500/1502 prowadził swój warsztat w Ołomuńcu na Morawach. W drukarni ołomuńskiej wytłoczył Baumgarten co najmniej 8 dzieł i powiększył swój materiał typograficzny czcionkami z Oficyny Macieja Preinleina .

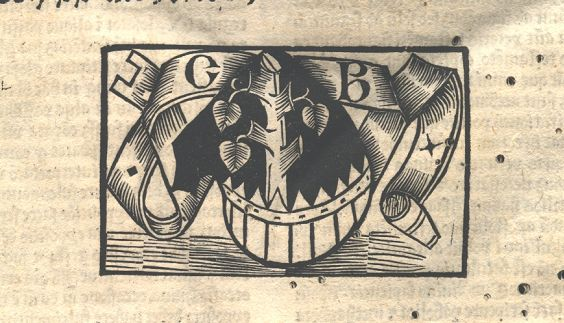
Sygnatura Konrada Baumgartena

## Okres wrocławski
W lutym Baumgarten wyjechał do Wrocławia, licząc na profity związane z otwieranym Uniwersytetem Wrocławskim. 10 lutego 1503 roku został honorowym obywatelem miasta Wrocławia. W kolejnych 3 latach wydał 10 dzieł, przeważnie humanistów wrocławskich, m.in. poety Wawrzyńca Korwina. Jego druki przeznaczone były głównie dla szkół: m.in. podręcznik wytwornej łaciny Hortulus elegantiarum czy Latinum ydeoma, zbiór rozmówek łacińskich dla młodszych uczniów – obie prace autorstwa Korwina. Największą pracą Baumgartena była wydana w języku niemieckim, bogato ilustrowana drzeworytami Legenda o św. Jadwidze (1504). Wartość typograficzną i artystyczną książki podnosiły liczne drzeworyty przedstawiające sceny z życia świętej oraz ilustrujące wiele elementów kultury materialnej i folkloru śląskiego.
Prace z jego warsztatu w tym okresie druków gdańskich, ołomunieckich i wrocławskich opatrzone były charakterystycznym podwójnym krzyżem.

## Okres frankfurcki
W 1506 roku, po fiasku otwarcia Uniwersytetu Wrocławskiego, zachęcony wiadomością o nowo powstałym Uniwersytecie we Frankfurcie nad Odrą oraz brakiem zamówień na druki liturgiczne, Baumgarten przeniósł cały warsztat typograficzny do Frankfurtu. W tym samym czasie zapisał się, wraz ze swoim bratem Henrykiem, w poczet studentów, a następnie otrzymał stanowisko typografa uniwersyteckiego i tytuł magistra (mistrza sztuki drukarskiej), którego używał od 1504 roku. W pracowni drukował prace dla uczelni oraz księgi liturgiczne dla diecezji lubuskiej. W ciągu kolejnych trzech lat wytłoczył we Frankfurcie około 25 druków.
Od 1509 roku losy Konrada Baumgartena są nieznane; jest prawdopodobne, że w 1514 roku drukował w Lipsku. Schedę po sobie przekazał swojemu uczniowi i pracownikowi Johannowi Jamera z Hanau , który pracował w Lipsku jako wydawca.